# Lawrence Nicholas
Lawrence Anwan Nicholas (* 17. Mai 2001 in Lagos) ist ein nigerianischer Fußballspieler.

## Karriere
Lawrence Nicholas wechselte zur Saison 2019/20 von der heimischen Haruna Babangida Academy nach Russland in die U-19 des FK Tambow. Im Dezember 2020 debütierte er gegen Spartak Moskau für die Profis von Tambow in der Premjer-Liga. Bis Saisonende kam er zu zwei Einsätzen für den Klub, der zu Saisonende aus der höchsten Spielklasse abstieg und sich danach auflöste. Daraufhin wechselte er zur Saison 2021/22 zum Zweitligisten FK Olimp-Dolgoprudny. Für Dolgoprudny kam er bis zur Winterpause zu 22 Einsätzen in der Perwenstwo FNL.
Im Februar 2022 wechselte Nicholas zum Erstligisten FK Chimki. Für Chimki kam er zu vier Einsätzen in der Premjer-Liga. Zur Saison 2022/23 wechselte er in die Türkei zum Fatih Karagümrük SK. Dort absolvierte er in zwei Jahren insgesamt 26 Pflichtspiele für den Verein aus der Süper Lig. Ab dem Sommer 2024 war Nicholas dann sieben Monate vereinslos, ehe ihn am 16. Februar 2025 der tadschikische Erstligist FC Istiklol unter Vertrag nahm.